# Kattestraat

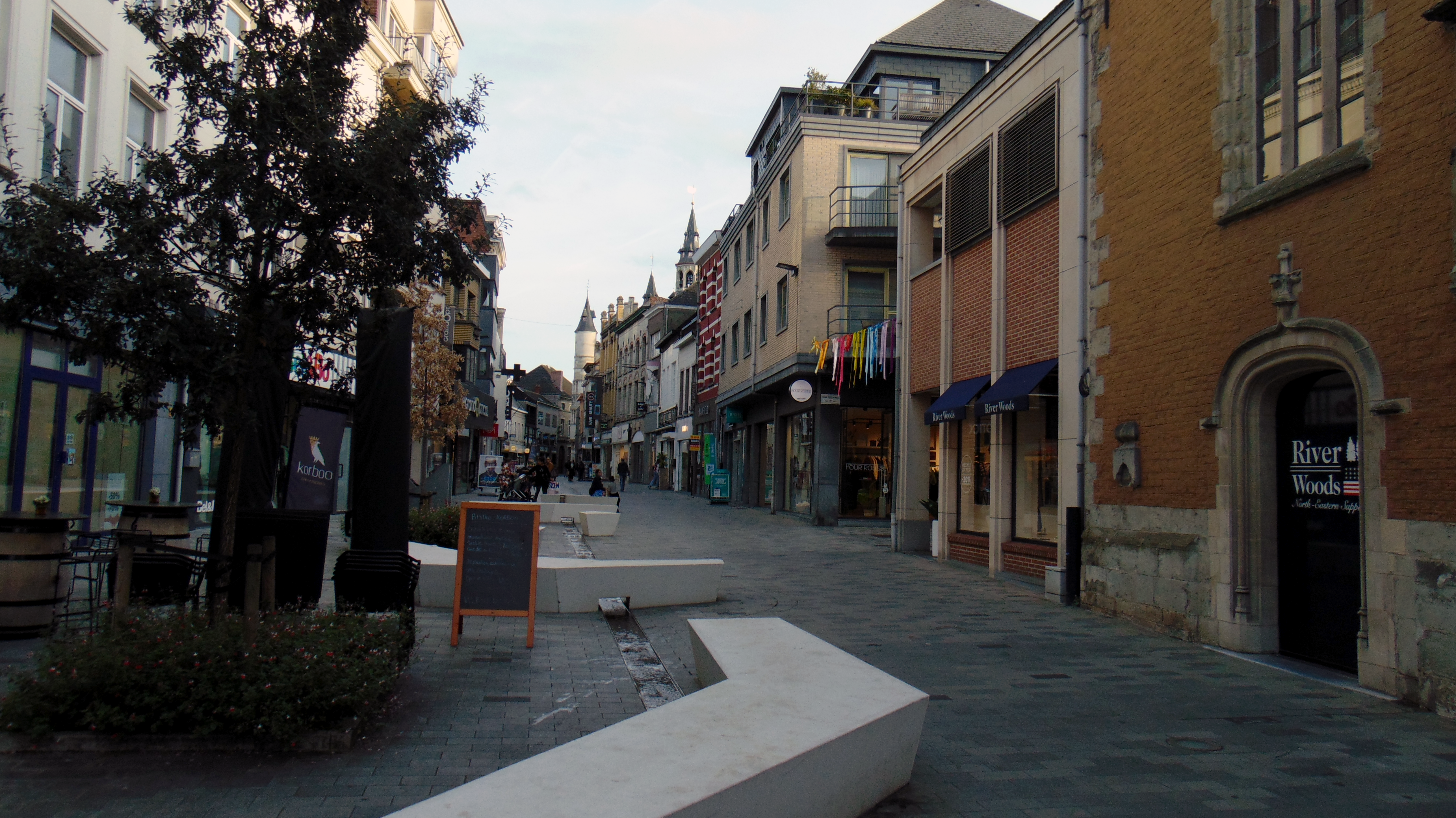
De Kattestraat te Aalst in 2022, rechts een stukje van de Heilige Geestkapel.

De Kattestraat is een nauwe winkelstraat tussen het schepenhuis te Aalst en de noordwestelijker gelegen voormalige Kattepoort, waar zich het huidige Esplanadeplein bevindt. Het is een van de belangrijkste straten in de stad Aalst.
De etymologie van de straat komt volgens J. Moens van de oudgermaanse volksstam Chatten (ook Katten, Latijn: "Catti"). De Vlaamse schrijver Frans de Potter vermoedt echter dat de oorsprong ligt in de kat, een aanvalsconstructie die tegen een vestingwerk kon worden geplaatst en soldaten bescherming bood bij de ontmanteling ervan. De ruimte binnen de middeleeuwse vestingwerken van Aalst stond bekend als de Kat. Tussen 1835 en 1927 werd de straat Leopoldstraat genoemd.

## Galerij

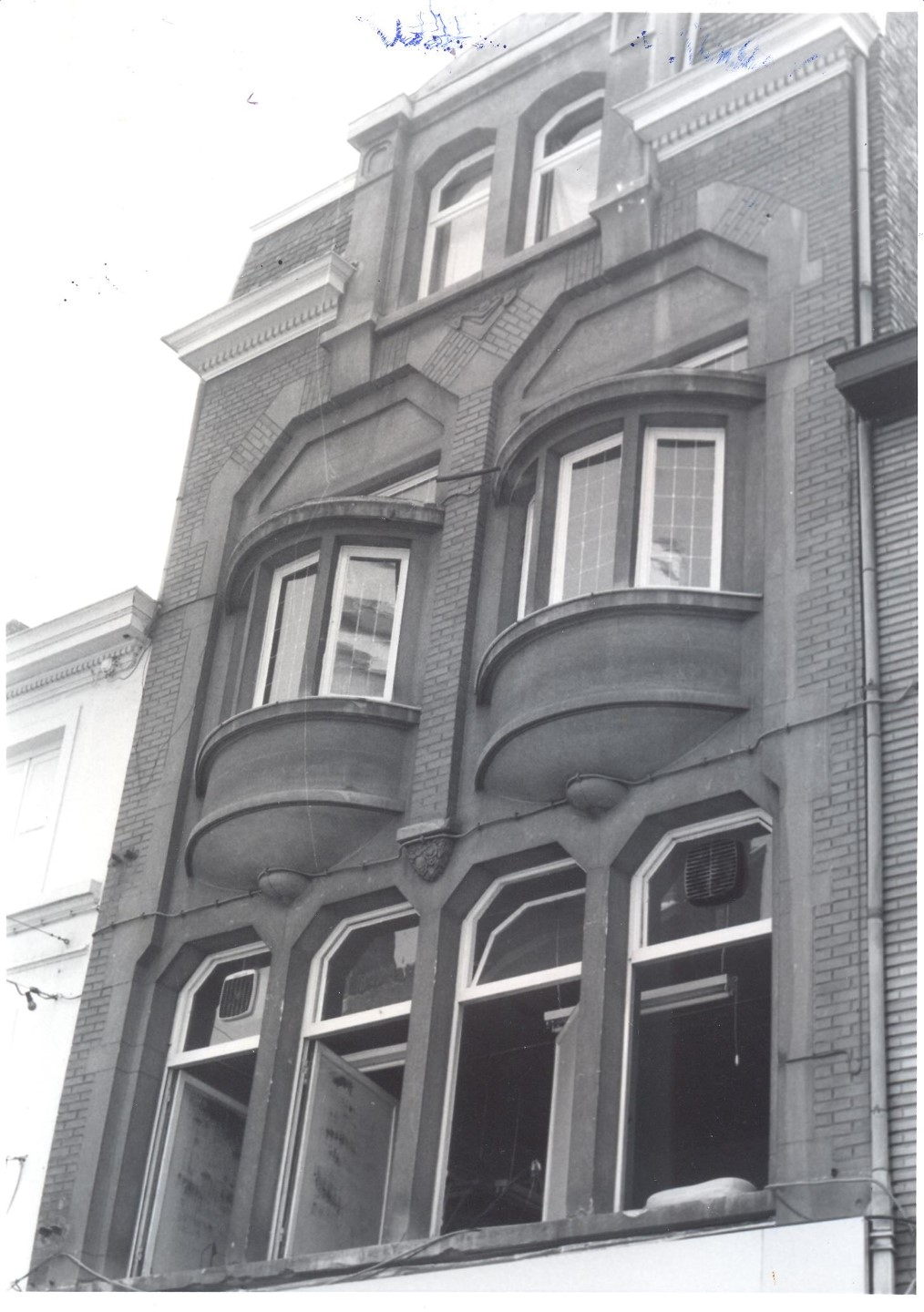
Kattestraat nummer 60, onroerend erfgoed.
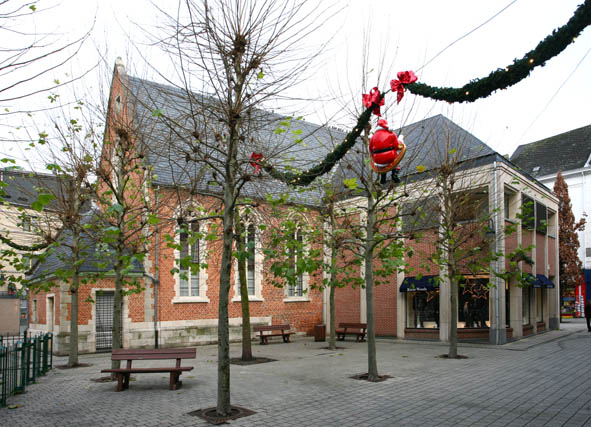
De Heilige Geestkapel in de Kattestraat.
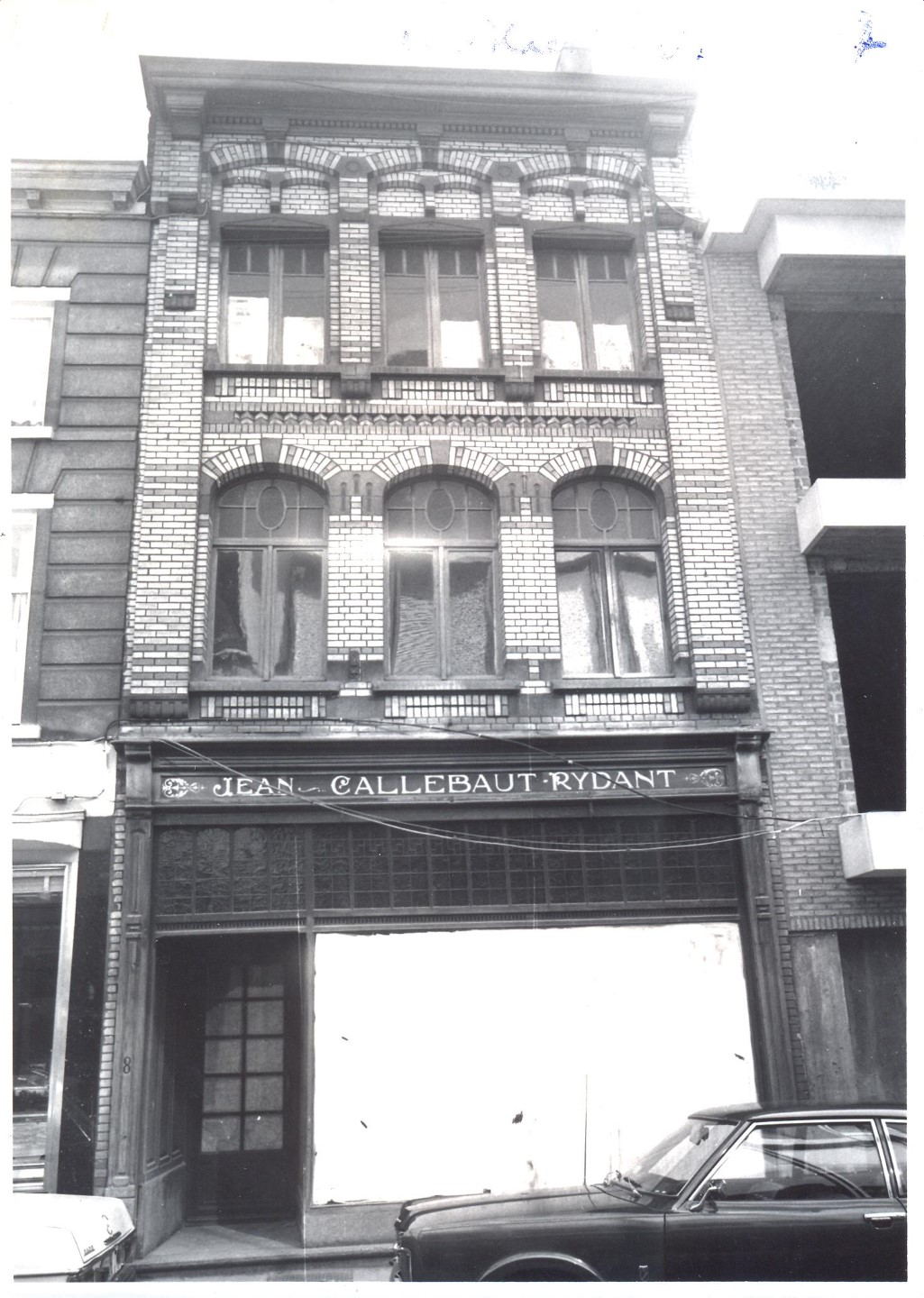
Kattestraat nummer 8, onroerend erfgoed.
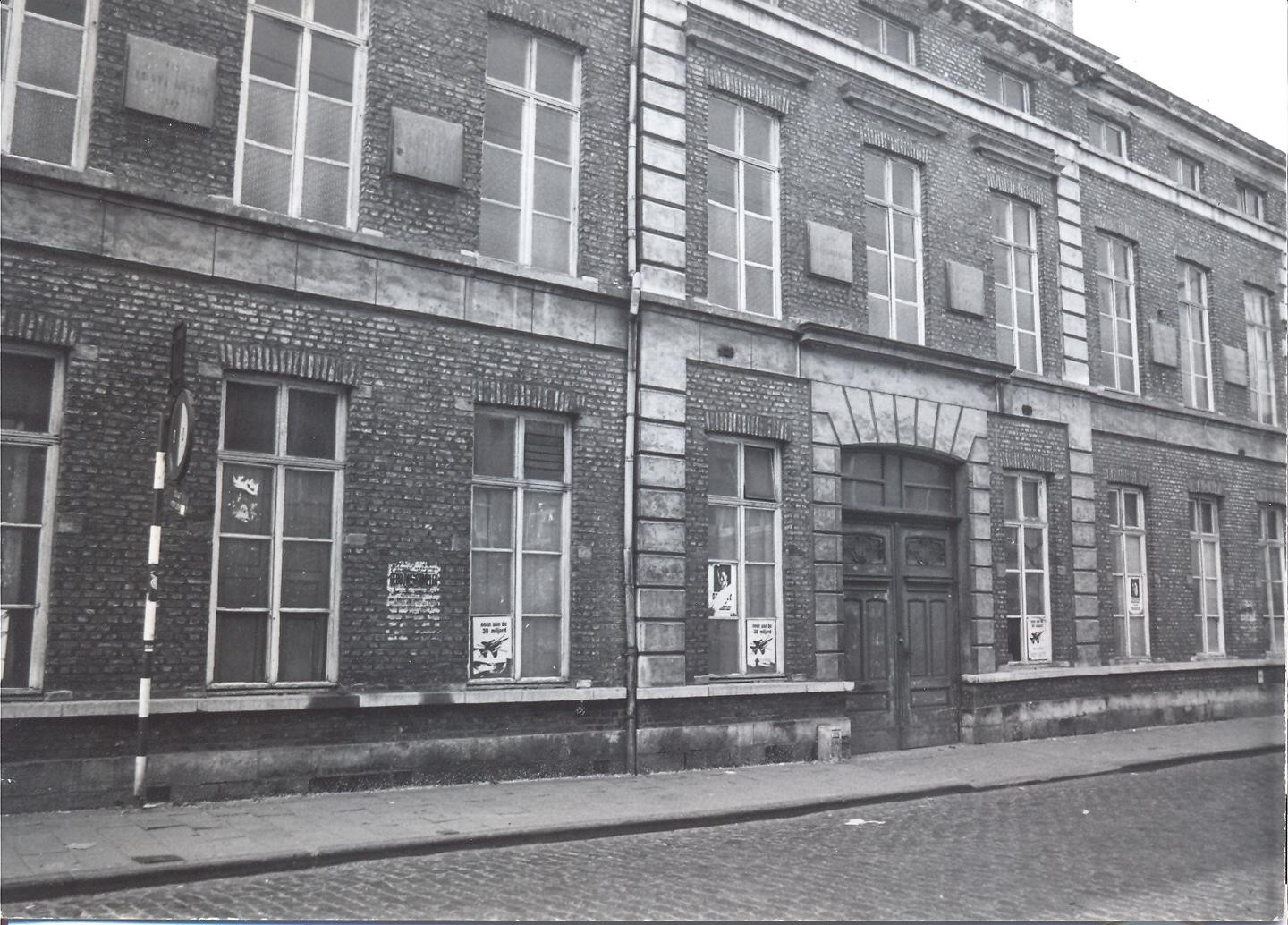
Kattestraat nummer 34.
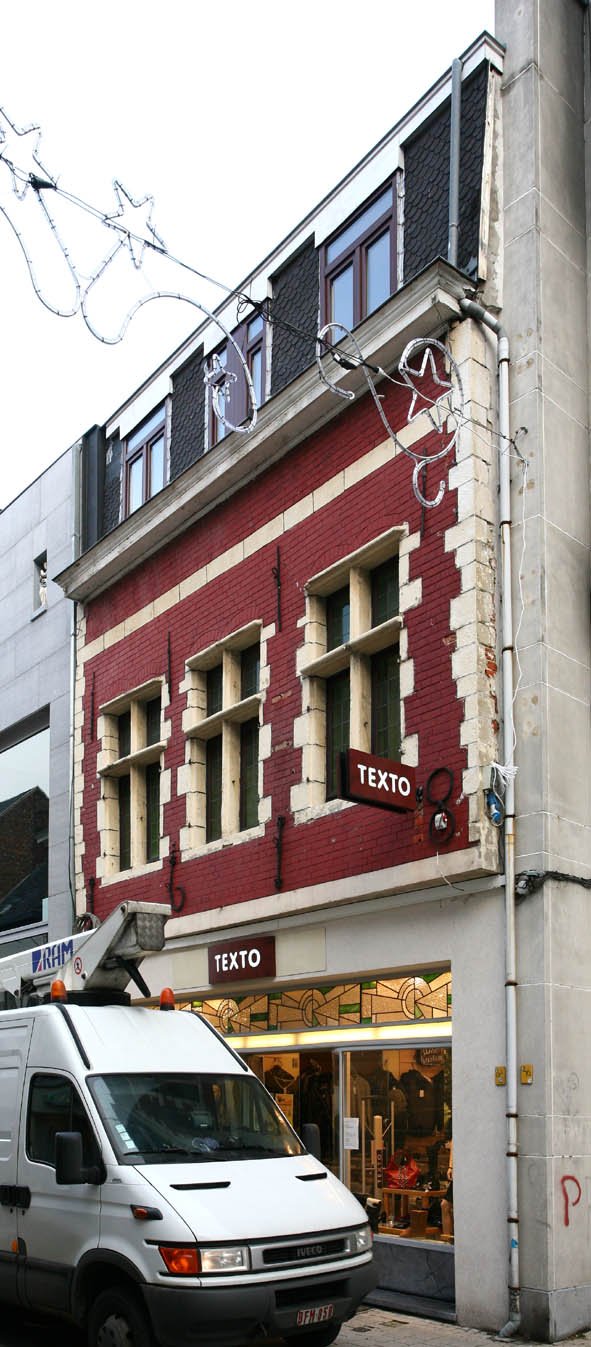
Kattestraat 15, een stadswoning van het jaar 1618.
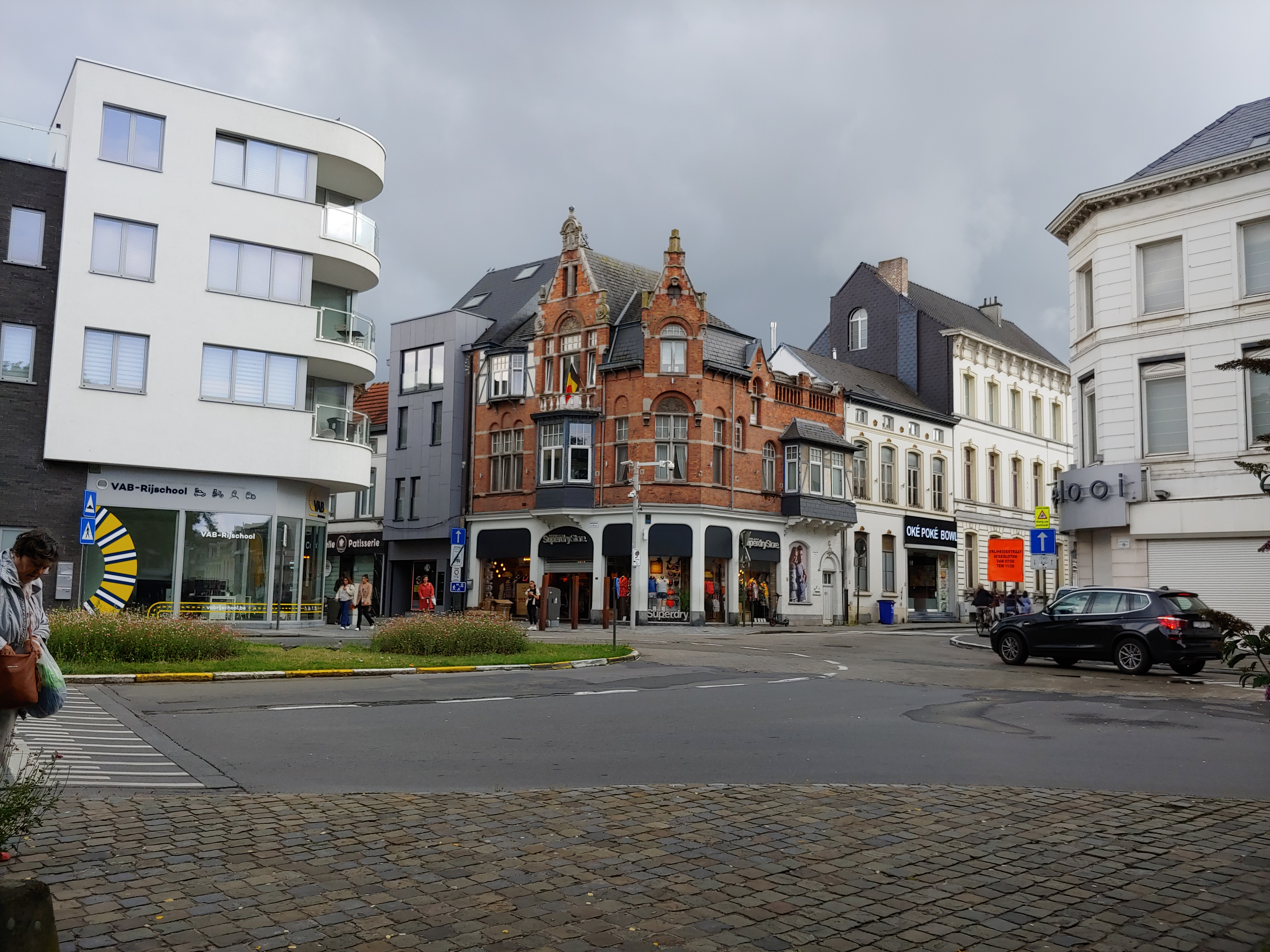
Hoekhuis van de Kattestraat, vanaf het Esplanadeplein gefotografeerd.
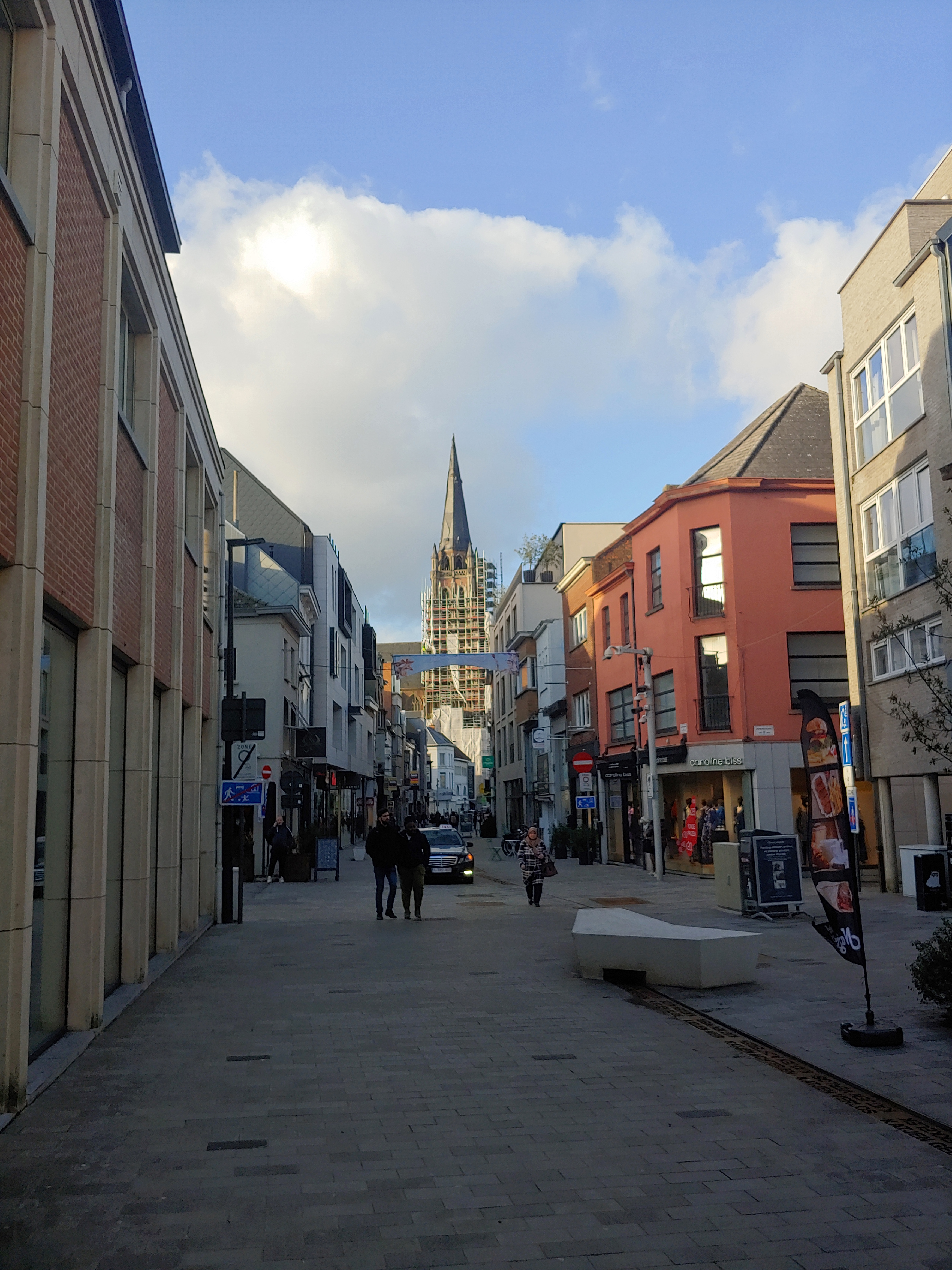
De Kattestraat 22 januari 2024